# 道格拉斯DC-3意外事故列表
这是一个意外事故列表页面，包含的机型有道格拉斯DC-3包括军用版C-47運輸機和里蘇諾夫Li-2。事故包含军事活动意外、劫持飞机等恐怖主义事件，战争中的损失不在此列表范围内。

## 1930-1939
1930年代涉及DC-3的意外事故列表

## 1940-1949
1940
1940 年涉及 DC-3 意外事件列表
1941年
1941 年涉及 DC-3 意外事件列表
1942年
1942 年涉及 DC-3 意外事件列表
1943年
1943 年涉及 DC-3 意外事件列表
1945年
1945 年涉及 DC-3 意外事件列表
1946年
1946 年涉及 DC-3 意外事件列表
1947年
1947 年涉及 DC-3 意外事件列表
1948年
1948 年涉及 DC-3 意外事件列表
1949
1949 年涉及 DC-3 意外事件列表

## 1950-1959
1950
1950 年涉及 DC-3 意外事件列表
1951年
1951 年涉及 DC-3 意外事件列表
1952年
1952 年涉及 DC-3 意外事件列表
1953年
1953 年涉及 DC-3 意外事件列表
1954年
1954 年涉及 DC-3 意外事件列表
1955年
1955 年涉及 DC-3 意外事件列表

1958年
1958 年涉及 DC-3 意外事件列表

## 1960-1969
1960
1960 年涉及 DC-3 意外事件列表
1961年
1961 年涉及 DC-3 意外事件列表
1962年
1962 年涉及 DC-3 意外事件列表
1963年
1963 年涉及 DC-3 意外事件列表
1964年
1964 年涉及 DC-3 意外事件列表
1965年
1965 年涉及 DC-3 意外事件列表
1966年
1966 年涉及 DC-3 意外事件列表
1967年
1967 年涉及 DC-3 意外事件列表
1968年
1968 年涉及 DC-3 意外事件列表
1969
1969 年涉及 DC-3 意外事件列表

## 1970-1979
- 涉及 DC-3 意外事件列表（1970–1974 年）
- 涉及 DC-3 意外事件列表（1975-1979）

## 1980年代
- 1980 年代涉及 DC-3 意外事件列表

## 1990年代
- 1990 年代涉及 DC-3 意外事件列表

## 2000年以来
- 自 2000 年以来涉及 DC-3 意外事件列表

^Note A  DC-3的军用版本在美国陆军航空军及其继任者美国空军中被称为C-47 Skytrain、C-48、C-49、C-50、C-51、C-52、C-53 Skytrooper、C-68、C-84、C-117 Super Dakota和YC-129；而在美国海军中被称为R4D。在英国皇家空军（以及其他英联邦空军）服役中，这些飞机被称为Dakotas。
|  | 本条目是列表索引。 |